# Santa Lucia (román)
Santa Lucia je román ztracených iluzí spisovatele Viléma Mrštíka, který poprvé vyšel poprvé v roce 1893. Jeho název autor zvolil podle smutné písně italských námořníků.

## Děj
Příběh začíná v pražské nemocnici, kde leží na smrt nemocný hlavní hrdina Jiří Jordán. Setkává se medikem Hégrem, jeho známým, Hégr, ale svého přítele nepoznává. Retrospektivně nás děj zavádí do Brna. Mladý student gymnázia Jordán, touží žít v Praze, kterou jednou navštívil s přáteli. Poté, co Jordán přijde jednou domů, v podnapilém stavu, mu rodiče dovolují odjet do Prahy za studiem práva. Ve vlaku do Prahy Jordán potkává medika Hégra, Hégr ho před Prahou varuje, prý ho zničí, stejně jako zničila Hégra. Spřátelí se spolu, Hegr Jordánovi nabízí společné bydlení v bytě na Vinohradech. Hégr v bytě bývá sporadicky. Jordán prožívá lásku s Klárou, ale dívka si s Jordánem „pohrává“, rozcházejí se, posléze se znovu udobří. Jordán neustále trpí nedostatkem peněz, nedaří se mu vydělat si na živobytí, když si přivydělá za účetní opisy, jeho klient mu zaplatí méně, než se domluvili. Druhý rozchod s Klárou je bolestnější.  Hégr si od Jordána pučuje poslední krejcary, které mu nevrátí. Jordán propadá do naprosté beznaděje, potuluje se po zimní Praze, touží po návratu do Brna. Po bídných dnech je Jordán zcela vyčerpán. Neznámý muž mu pomůže, Jordán končí v pražské nemocnici, než zemře, tak se setkává se svým otcem.